# تريمينة كبيرة الأوراق
تريمينة كبيرة الأوراق (الاسم العلمي: Trimenia grandifolia) هي نوع نباتي يتبع جنس التريمينة من فصيلة التريمينية.